# Cvijetin Mijatović
Cvijetin „Majo“ Mijatović (srbsky: Цвијетин „Мајо“ Мијатовић; 8. ledna 1913 Lopare – 15. listopadu 1993 Bělehrad) byl jugoslávský komunistický politik z Bosny a Hercegoviny, srbské národnosti. V letech 1980–1981 byl prezidentem Jugoslávie (předsedou předsednictva). V letech 1965–1969 byl předsedou Svazu komunistů Bosny a Hercegoviny.

## Život
Pocházel z chudé rodiny, jeho otec Ilija byl vesnický řemeslník. V roce 1932 se zapsal na Filozofickou fakultu v Bělehradě. V roce 1934 se stal členem komunistické strany. Za svou politickou činnost byl vyloučen ze studií, zatčen, odsouzen a v roce 1935 internován v táboře ve Višegradu. Brzy byl ale propuštěn a roku 1939 se stal členem městského výboru strany v Bělehradě. Po německé invazi do Jugoslávie v roce 1941 se podílel na organizování partyzánských bojů ve východní Bosně. Byl členem ZAVNOBiH od jejího založení, od roku 1943 též členem druhé rady AVNOJ.
Po osvobození byl organizačním tajemníkem Svazu komunistů Bosny a Hercegoviny, ředitelem Vysoké politické školy v Bělehradě, šéfredaktorem novin Komunist (1958–1961), velvyslancem Jugoslávie v Sovětském svazu (1961–1965), členem Ústředního výboru Svazu komunistů Jugoslávie (zvolen na pátém, šestém, sedmém a osmém sjezdu), předsedou Ústředního výboru Svazu komunistů Bosny a Hercegoviny (1965–1969), členem předsednictva Svazu komunistů Jugoslávie (1974–1984). Jeho politická kariéra vyvrcholila prezidentským postem, jehož se chopil po Lazaru Koliševském na základě nástupnického systému, na němž se jugoslávští komunisté dohodli po smrti Josipa Broze Tita (kolektivní vedení, jehož členové se v nejvyšší funkci střídali po roce).
Mijatovićova manželka, herečka Sibina Bogunovićová, zemřela při dopravní nehodě 22. června 1970. V roce 1973 se znovu oženil, tentokrát se známou jugoslávskou herečkou Mirou Stupicou. Z prvního manželství měl Mijatović dvě dcery: Mirjanu „Miru“ (1961–1991) a Maju (1966–1991). Mira byla zpěvačkou a členkou new wave kapely VIA Talas. Maja byla herečka a televizní moderátorka, nejvíce známá moderováním pořadu Nedjeljno popodne na TV Sarajevo.